# Morena (canção de Clayton & Romário)
Morena é uma canção da dupla sertaneja brasileira Clayton & Romário, lançada em 25 de janeiro de 2024, sendo o primeiro single do futuro álbum Ao Vivo em Brasília.

## Antecedentes e gravação
Essa música, de Alex Alves, Junior Avellar, Marcelo Martins e Raffa Libi, foi extraída de uma gravação deste projeto audiovisual, gravado na Arena BRB Nilson Nelson, em Brasília, em dezembro de 2023. A dupla, antes disso tudo, colhia os frutos do sucesso de Namorando ou Não (música do mais recente álbum No Mineirão) lançada em 2023, com participação do cantor Luan Santana.

## Lançamento
O single foi lançado em 25 de janeiro de 2024 nas plataformas de streaming e o clipe, no dia seguinte, no YouTube.
“Estamos extremamente felizes em lançar a primeira faixa desse projeto que foi pensado com tanto carinho. Foram seis meses selecionando as melhores músicas para os nossos fãs e temos certeza que eles vão amar tudo o que está vindo. A energia no dia da gravação já nos mostrou o que vem por aí, e nem preciso dizer sobre ‘Morena’, né? Canção mega especial para nós, por isso decidimos que seria a primeira desse grande projeto”, diz Clayton.
“Toda vez que tocamos no assunto desse projeto, eu me emociono. É tão gratificante ver que estamos entregando tudo aquilo exatamente como planejamos e sonhamos. Só temos que agradecer a cada pessoa que fez e faz parte desse DVD, sem eles nada disso seria possível e por isso está ficando tudo tão perfeito. É só o começo de um longo sonho”, completa Romário.

## Repercussão
Morena ficou 4 semanas em 1º lugar nas paradas das rádios do Brasil, e conquistou, em menos de dois meses, mais de 56 milhões de plays, além de ficar em 3º lugar no Spotify.

## Desempenho comercial
| Tabela musical                       | Melhor posição |
| ------------------------------------ | -------------- |
| Crowley Charts (Top 100 Brasil)      | 1              |
| ConnectMix (Ranking Semanal)         | 1              |
| Spotify Charts (Top 200 Brasil)      | 3              |
| Billboard Brasil (Hot 100)           | 23             |
| Apple Music (Top Brazilian Songs)    | 29             |
| Pro-Música Brasil (Top 50 Streaming) | 42             |